# Auguste Monnin-Japy
Pour les articles homonymes, voir Monnin et Japy (homonymie).
Auguste Monnin-Japy est un homme politique français né le 23 juillet 1799 à Bellelay, Saicourt (Suisse) et décédé le 17 mai 1878 à Paris.

## Biographie
Associé des frères Japy, il dirige la succursale de Paris. Adjoint, puis maire de l'ancien 6e arrondissement de Paris de 1848 à 1858, il est député de la Seine de 1852 à 1857, siégeant dans la majorité soutenant le Second Empire. Il est aussi membre du consistoire central des églises réformées.
Gendre de Frédéric Guillaume Japy, il est l'oncle d'Adèle Dietz-Monnin, épouse du sénateur Charles Frédéric Dietz-Monnin.